# Distinguished Flying Cross (USA)
Distinguished Flying Cross är en militär dekoration tilldelad någon officer eller medlem av Förenta staternas väpnade styrkor där vederbörande utmärker sig som "hjälte eller genom extraordinär prestation vid deltagandet i en flygning, efter 11 november 1918."